# Georges Jenny
Georges Jenny (1900-1976) fue un músico, poeta y creador de instrumentos musicales francés. Es conocido por inventar la ondiolina, un instrumento considerado como precursor del sintetizador. La ondiolina es capaz de producir una variedad de sonidos y cuenta con un teclado que produce un vibrato de sonidos naturales.

## Biografía
Jenny concibió el instrumento como una alternativa de bajo costo al entonces conocido pero costoso Ondes Martenot. El Martenot se usaba en aquel entonces para Música seria pero jenny planeó que la Ondiolina fuera para un mercado de consumo más amplio, incluida la música pop. El comenzó a construir la Ondiolina alrededor de 1938 y cuando comenzó a fabricarlo comercialmente en 1947, estaba basado en válvulas y contenía un amplificador incorporado, al igual que el martenot tenía un teclado de bibrato lateral y una palanca de rodilla para controlar el volumen.
Durante décadas, jenny rediseño y fabrico nuevas versiones de la Ondiolina en su compañía «Les ondes georges jenny» y más tarde conocida como «La musique electronique». Jenny construyó los instrumentos Electrónicos a mano, pero también obtuvo la licencia del Instrumento para la producción en masa. Jenny dio demostraciones públicas de la Ondiolina en la Radio y en los Noticiarios.
Se desconoce el número de Ondiolinas que se fabricaron y que se vendieron, aunque con estimaciones que oscilan entre 600 y más de 1.000. Para reducir los costos de fabricación y mantener asequibles los precios minoristas Jenny solía utilizar componentes de baja calidad como resultado los Instrumentos requerían un mantenimiento regular o si no serían imposibles de reproducir.
El Instrumento fue presentado a una audiencia más amplia en la década de 1950 por el pionero de la música electrónica Jean-Jacques Perrey, quien también fue uno de los primeros en adoptar el sintetizador Moog. En 1951 algunas fuentes citan que entre 1949 o 1952 Perrey estudiante en la Facultad de Medicina de París pero cuando escuchó a Jenny demostrar la Ondiolina en una transmisión de Radio francesa. "Con la audacia de la juventud, llamó a la estación de radio y pidió el número de teléfono de Georges Jenny, que se le dio debidamente", escribió el historiador Mark Brend. "Perrey luego llamó a Jenny él mismo, diciendo que le gustaba el sonido de la Ondiolina pero que no podía permitirse comprar una". Perrey se ofreció a promocionar el Instrumento a cambio de uno gratis. Después de una visita al taller del inventor, a Perrey le prestaron una Ondiolina.
Durante más de seis meses, Perrey practicó tocando la Ondiolina con la mano derecha mientras tocaba simultáneamente el piano con la izquierda. Jenny quedó tan impresionada con la competencia de Perrey que le ofreció un trabajo como vendedor y demostrador de productos. Después de ganar importantes comisiones por las ventas realizadas durante un viaje a Suecia durante el cual actuó en la televisión, Perrey dejó la escuela de medicina y dedicó su carrera a la Música electrónica. Perrey adquirió tantos pedidos de Ondiolina durante la década de 1950 que Jenny finalmente tuvo que abrir una fábrica. En la década de 1960, Perrey continuó promocionando el instrumento, viajando, actuando y grabando bajo el seudónimo lúdico «mr.ondioline» debido a ser uno de los vendedores de la Ondiolina, en 1962 grabo el álbum Mister Ondioline, llamado así como referencia a su apodo.
Perrey estimó que se vendieron menos de 700, principalmente en Europa. Según algunas estimaciones, en la actualidad existen menos de dos docenas de Ondiolinas hechas por Jenny.
Desde 2016, el instrumento ha sido defendido por la estrella del pop australiano Goyte quien adquirió una serie de Ondiolinas antiguas y comenzó a realizar conciertos con su «Orquesta ondioline» en noviembre de ese año. En una entrevista de 2018 con el Broadsheet de Australia, Goyte dijo: «Puedes marcar una gama increíblemente amplia de sonidos en la Ondiolina, y la mecánica única para tocarla te permite crear sonidos con mucha sensibilidad y destreza musical. just feel no está presente en la mayoría de los otros instrumentos electrónicos de los años 40, o décadas desde entonces».